# Џејмс Фланаган
Џејмс Шоуерс Фланаган (енгл. James Showers Flanagan), познат и као Џим Фланиган (Jim Flanigan; Филаделфија, 3. август 1878 — Филаделфија, 28. март 1937) је бивши амерички веслач, освајач златне медаље на Летњим олимпијским играма 1904. у Сент Луису.
На играма 1904. Фланаган је учествовао само у такмичењима осмераца, као део тима његовог клуба, Веспер, из Филаделфије. Био је четврти веслач у посади. Његов тим је на стази дугој 1,5 миљу (2.414 м) заузео прво место са временом од 7 мин, 50 секунди.
Поред овог успеха Фланаган је освајао и првенства САД за свој клуб, често са својим веслачким колегом, Харијем Дебиком. Био је власник ресторана у Филаделфији.